# Кінтень (комуна)
Кінтень, Кінтені (рум. Chinteni) — комуна у повіті Клуж в Румунії. До складу комуни входять такі села (дані про населення за 2002 рік):
- Векя (451 особа)
- Деушу (252 особи)
- Кінтень (1011 осіб) — адміністративний центр комуни
- Мечикашу (275 осіб)
- Педурень (88 осіб)
- Сату-Лунг (99 осіб)
- Селіштя-Веке (57 осіб)
- Синмертін (221 особа)
- Феюрдень (332 особи)

Комуна розташована на відстані 334 км на північний захід від Бухареста, 10 км на північний захід від Клуж-Напоки.

## Населення
За даними перепису населення 2002 року у комуні проживали 2786 осіб.
Національний склад населення комуни:
| Національність | Кількість осіб | Відсоток |
| -------------- | -------------- | -------- |
| румуни         | 2187           | 78,5%    |
| угорці         | 559            | 20,1%    |
| цигани         | 39             | 1,4%     |
| українці       | 1              | < 0,1%   |

Рідною мовою назвали:
| Мова       | Кількість осіб | Відсоток |
| ---------- | -------------- | -------- |
| румунська  | 2211           | 79,4%    |
| угорська   | 556            | 20,0%    |
| циганська  | 18             | 0,6%     |
| українська | 1              | < 0,1%   |

Склад населення комуни за віросповіданням:
| Релігія                                       | Кількість осіб | Відсоток |
| --------------------------------------------- | -------------- | -------- |
| православні                                   | 2007           | 72,0%    |
| реформати                                     | 483            | 17,3%    |
| п'ятдесятники                                 | 113            | 4,1%     |
| греко-католики                                | 90             | 3,2%     |
| римо-католики                                 | 63             | 2,3%     |
| баптисти                                      | 20             | 0,7%     |
| бретрени                                      | 6              | 0,2%     |
| лютерани (Синодально-пресвітеріанська церква) | 2              | 0,1%     |
| адвентисти                                    | 1              | < 0,1%   |
| не вказали релігію                            | 1              | < 0,1%   |